# 켄트 엘데브링크
켄트 엘데브링크(스웨덴어: Kenth Eldebrink, 1955년 5월 14일 ~ )는 주로 창던지기에 나간 스웨덴의 육상 선수였다.
모례르브에서 태어난 그는 1984년 로스앤젤레스 올림픽에 나가 창던지기에서 83.72m와 함께 동메달을 획득하였다. 그는 전 아이스 하키 선수 안데르스 엘데브링크의 형이다.
그의 쌍둥이 딸 프리다와 엘린은 프로 농구 선수이다.